# Teodora (hija de Constantino VII)
Teodora (en griego: Θεοδώρα; nacida c. 946) fue emperatriz bizantina consorte al convertirse en la segunda mujer de Juan I Tzimisces. Era hija del también emperador Constantino VII y Elena Lecapena. Sus abuelos maternos fueron Romano I y Teodora.
La obra Teófanes Continuatus, que seguía la Crónica original de Teófanes el Confesor, y que continuaron otros escritores, fue realizada durante el reinado de su padre Constantino. Dicho libro finaliza el año 961 y registra en parte su vida tras la muerte de Constantino VII, el 9 de noviembre de 959. Su hermano Romano II subió al trono y su esposa Teófano Anastaso le convenció para que enviara a todas sus hermanas, entre ellas la joven Teodora, al convento de Kanikleion. Más tarde, Teodora sería enviada al monasterio de San Antíoco.
Mientras Teodora y sus hermanas hacían vida monástica, se produjeron cambios en el trono imperial. Romano II fallecía el 15 de marzo de 963. Los coemperadores y sucesores eran sus hijos menores Basilio II y Constantino VIII. Su madre fue regente hasta que se casó con el general Nicéforo II, quien subiría al trono como nuevo emperador. En ese tiempo, Teófanes y Juan I Tzimisces, sobrino de Nicéforo, organizaron su asesinato la noche del 10 al 11 de diciembre de 969.
Juan I se convirtió en primer emperador ocupando el puesto de su tío y Teófano se exilió en una de las islas Príncipe. De un matrimonio anterior de Juan I con Maria Skleraina se había forjado una alianza con el general Bardas Esclero, descuidando el resto de alianzas internacionales del imperio bizantino. Para rectificar el rumbo de su política decidió liberar de su posición monástica a Teodora, hija del anterior emperador Constantino VII, y desposarse con ella. Según León el Diácono, el matrimonio se celebró en noviembre de 971. Algunas fuentes dicen que tuvieron una hija, Teófano Kurkues.
Juan I murió el 10 de enero de 976. En las fuentes medievales no se menciona si Teodora todavía estaba viva.